# Каргынский сумон
Каргынский сумон — административно-территориальная единица (сумон) и муниципальное образование со статусом сельского поселения в Монгун-Тайгинском кожууне Тывы Российской Федерации.
Административный центр и единственный населённый пункт сумона — село Мугур-Аксы.

## Население
| 2017 | 2018  |
| ---- | ----- |
| 4375 | ↗4402 |